# 拉布勒特尼耶尔
拉布勒特尼耶尔（法語：La Bretenière，法語發音：[la bʁətnjɛʁ]）是法国汝拉省的一个市镇，位于该省北部，属于多勒区。

## 地理
拉布勒特尼耶尔（47°7'44"N, 5°39'36"E）面积1.63 平方千米，位于法国勃艮第-弗朗什-孔泰大區汝拉省，该省份为法国东部内陆省份，北起上索恩省，西北接科多尔省，西临索恩-卢瓦尔省，南至安省，东与杜省和瑞士接壤。
与拉布勒特尼耶尔接壤的市镇（或旧市镇、城区）包括：奥尔尚、埃特勒皮涅、乌尔。

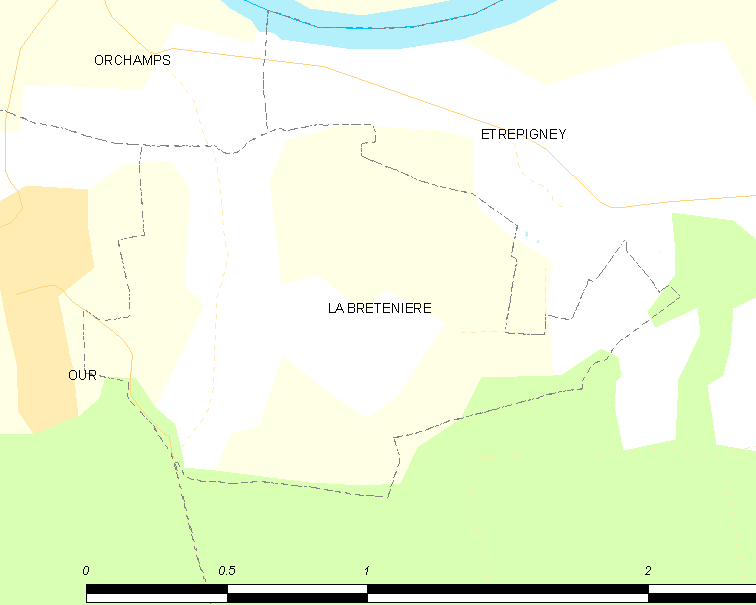
拉布勒特尼耶尔的OSM定位图

拉布勒特尼耶尔的时区为UTC+01:00、UTC+02:00（夏令时）。

## 行政
拉布勒特尼耶尔的邮政编码为39700，INSEE市镇编码为39076。

## 政治
拉布勒特尼耶尔所属的省级选区为蒙苏沃德雷县。

## 人口

1962-2008年间拉布勒特尼耶尔人口变化图示

拉布勒特尼耶尔于2022年1月1日时的人口数量为215人。